# Pattantyús Gergely
Pattantyús Gergely (Pécs, 1972. augusztus 24. –) üvegtervező iparművész.

## Életpályája
1990-ben kezdett az Iparművészeti Főiskolán, ahol a Szilikát Tanszéken okleveles üvegipari és kerámiaipari szakirányú ipari formatervező képzettséget szerzett, majd 1997-ben a mesterképzés elvégzésével mesterfokozatú kézműves tervező lett. Azóta ez a hivatása és hitvallása – kézműves tervező legyen, aki ezt míveli, mert egy céhlevél alapján mondhatja: „Ki nem mestere, kontárja az annak”. 1998-tól tanít a főiskolán, először mintázást, formatant óraadóként, majd 2011-től üvegtervezést. „Valaha én is úr akartam lenni, ó bár jó szolga lehetnék!” (Weöres Sándor) Ez tanári mottója. Igyekszik megfejteni a vele tanuló diákok karakterét, hogy személyiségfejlődésüknek jó kereteket, segítséget adhasson, hogy ne az legyen a (szokás szerinti) kérdés, „hogy mit nem tudnak”, hanem hogy miben jók, kiművelt fők.Igyekszik megfejteni a vele tanuló diákok karakterét, hogy személyiségfejlődésüknek jó kereteket, segítséget adhasson, hogy ne az legyen a (szokás szerinti) kérdés, „hogy mit nem tudnak”, hanem hogy miben jók, kiművelt fők.Született Pécsett, augusztus hó, Bertalan napján. Édesapja keramikus, aki felkészíti a Művészeti Szakközépiskolára, ahol üveg-szakon kezd, majd az Iparművészeti Főiskolára. Ott egyetlen tanára Kéri Elemér filozófus, aki a tetralemma, a négysarkú gondolkodás mestere, intellektuálisan felnőtté válásának segítője. A mesterképzés a Kecskeméti kerámia Stúdióban zajlik, ahol Polyák János kollégájával újjáéleszteni kezdik a hagyományos kiskemencés hutaüveg készítést. Megalakítják a Fénybánya Huta-Üveg társaságot, ami 2006-ban Alapítvánnyá szerveződik. 1999-től foglalkozik Rippl-Rónai meg nem valósult üvegterveivel, rekonstrukciói kifejezik szakmai attitűdjét, ami nem a pontosság és lélektelen professzionalizmus, hanem a beleérző, lényegi érzelmi gondolkodás, a művészi archaizálás, a reminiszcenciák jelenidejű munkagyakorlata, ahol a művészet megjelenése tárgyakban a „munka végzése közben érzett öröm kifejeződése”, amint a preraffaelitáktól tanulta, velük együtt vallja, hogy az anonimitás feltétele a szakrális funkciójú tárgykészítésnek, hogy a „miért”-nél fontosabb a „hogyan” kérdése, így az üvegfújás öreg mestereivel kezd kutató munkát végezni, Kozma Lajos ösztöndíjasként. Az évezred elején a gödöllői „Élmény és eszmény” kiállításon a Kulturális Minisztérium díját kapja. Legfőbb mesterei a szobrász Kotormán fívérek, László idősebb kenyeres pajtása évekig, szakmai fejlődésének meghatározója, saját arculatát meghatározó mentora. 2004-ben, mint az Iparművészeti Egyetem doktori iskola végzőse, Dublinban Róisín de Buitléar világhírű üvegművész diákja, ahol jelentős felfedezéseket tesz a ráemlékező üvegkészítés középkori tárgyaira vonatkozóan, így későbbi éveit a magyar, Kárpát-medencei üvegfújás jellegzetes készítés-technikai fogásait, hutaüvegjeinek közel-keleti, főképpen perzsa vonatkozású arányrendjeit és formai sajátosságait tudja felfedezni és meghatározni. Kortárs stúdió üveg munkáiban ezekkel az eszközökkel és kézműves hutai jellegzetességekkel alkot, és állít ki számos önálló hazai és európai csoportos kiállításon. Számos építészeti üveg munkát készít, egyházi, állami és magán megrendelésekre muráliákat ( Szent Gellért plébániatemplom ablakai, San Marco utcai iskola koncerttermének ablakai,...). 2020-ban Ferenczy Noémi állami középdíjat kap. Tíz év formatan és mintázás tanítás után az építészektől átmegy az üveg szakra tervező tanárnak a Moholy-Nagy Művészeti Egyetemen, ahol jelenleg is tanít. Meghatározó változást jelent pedagógiai felfogásában az MMA alkotó ösztöndíja, hároméves kutató munkája eredményeként, mert így a nyitott végű témavezetett feladatait a diákok egyéniségéhez igazítja, vezeti a karakter szerint, egyedivé és egyszerivé téve azt, a klasszikus értékrenden alapuló képzés megtartása mellett és érdekében. Vallja, hogy a fogalmi gondolkodás helyett a formai-képi gondolkodás a döntő az igenis létező iparművészetben, oktatásban, aminek alapozása pedig gyakorlati, kéz-műves készítő, tapintás-fogás-mozgás alapú. Ars poeticája, hogy ars poeticát írni az írók dolga, és ők tudnak, másnak a saját szakmája formanyelvén kell tudnia „írnia” azt.
Készít színes, ólmozott és hajlított üvegképeket, ablakokat és térelválasztókat. Gyűjti a régi magyar üvegművészeti emlékeket, mesterműveket rekonstruál.
- 1996 Polyák Jánossal a létrehozza az Első Magyar Délibáb összeszerelő üzemet, a Fénybányát.
- 1997 megalapítja a Fényszövetség nevű művészeti társulást Bárdudvarnokon
- 1998-2009 között a Magyar Iparművészeti Főiskola Építész Tanszékén a mintázás, formatan tanára
- 2011-től a Mome Üvegszakspecializáció tanára, felelőse
- 1999–2000 Képző- és Iparművészeti Szakközépiskola szaktanára.

### Tanulmányai
- 1986–1990 Képző- és Iparművészeti Szakközépiskola üveg szak. Mesterei Buczkó György, Tasnádiné Marik Klára
- 1991–1995 Magyar Iparművészeti Főiskola kerámia, üveg szak. Mesterei Csekovszky Árpád, Bohus Zoltán, Horváth Márton
- 1995–1997 Magyar Iparművészeti Főiskola Mesterképző Intézet. Mestere Makovecz Benjámin, opponense: Ekler Dezső
- 2017 – „Körülöttünk. Nemzeti Szalon 2017. Iparművészet és Tervezőművészet”, Műcsarnok, Budapest
- 2018 – „A mi szecessziónk”, Ráth György-villa, Budapest
- 2019 – Veszprémi Tavaszi Tárlat, Művészetek Háza, Veszprém
- 2018–2020 – „Önreflexió” kiállítás, Bárdudvarnok
- 2020 – „Ungarn 2.0” magyar üvegművészeti kiállítás, Frauenau
- 2022–2023 – „Sensibility of Hand” – Art of Creative Craftship kiállítás, New York, 1065 Madison Avenue, Tulipán Gallery

## Kiállításai

### Csoportos kiállítások (válogatás)
- 1993 Magyar Iparművészeti Főiskola kiállítása, Veszprémi Egyetem, Veszprém
- 1994 Kortárs üveg, Szombathely
- 1995 Diplomakiállítás, Tölgyfa Galéria, MIE, Budapest
- 1995 Bárka Cserba Lászlóval, Vigadó Galéria, Budapest
- 1995 Paradoxon, Kortárs Magyar Üvegművészet, Iparművészeti Múzeum, Budapest
- 1996 VI. Bárdudvarnoki Szimpozion, Kaposvár
- 1996 Concact Point Hungary, Brüsszel
- 1997 Mesterdiploma, Tölgyfa Galéria, Budapest
- 1997 Fiatal Iparművészek Stúdiója, Budatétény
- 1998 Kozma Lajos Kézműves Iparművészeti Ösztöndíj beszámoló kiállítása, Iparművészeti Múzeum, Budapest
- 1998 VIII. Nemzetközi Üvegsymposion, Bárdudvarnok-Bárdibükk
- 1999 Kortárs Magyar Üvegművészet, Városi Képtár, Győr
- 1999 Kozma Lajos Kézműves Iparművészeti Ösztöndíj beszámoló kiállítása, Iparművészeti Múzeum, Budapest
- 2001 Ipar-Művészet – Millenniumi iparművészeti kiállítás, Műcsarnok, Budapest.
- 2008 – 2009 Craft & Design – „Irányok, utak a kortárs magyar iparművészetben” Iparművészeti Múzeum, Budapest
- 2015 – B55 Kortárs Galéria – a Magyar Üvegművészek Társaságának kiállítása, Budapest
- 2017 – „Körülöttünk. Nemzeti Szalon 2017. Iparművészet és Tervezőművészet”, Műcsarnok, Budapest
- 2018 – „A mi szecessziónk”, Ráth György-villa, Budapest
- 2019 – Veszprémi Tavaszi Tárlat, Művészetek Háza, Veszprém
- 2018–2020 – „Önreflexió” kiállítás, Bárdudvarnok
- 2020 – „Ungarn 2.0” magyar üvegművészeti kiállítás, Frauenau
- 2022–2023 – „Sensibility of Hand” – Art of Creative Craftship kiállítás, New York, 1065 Madison Avenue, Tulipán Gallery
- 2022-2025 - "GlasSprig" - Kortárs Üvegművészeti kiállítások a II.kerületi Klebelsberg Kultúrkúriában, Koós Ágnes kurátor rendezésében

### Egyénii kiállításai (válogatás)
- 1994 Szellembe zárt palack, Marczibányi téri Művelődési Ház, Budapest
- 1995 Hungarian Mankow, Tam Tam Galéria, Budapest
- 1999 Sajnálom…, St. Art. Galéria, Budapest
- 2001 – „Rippl-Rónai üvege”, Vaszary Képtár, Kaposvár
- 2008 – „Corvin Mátyás üvegei”, Parti Galéria, Pécs
- 2010 – „Ki nem mestere, kontárja az annak”, Nagy Gyula Galéria, Lovas2011
- „Minél többet, annál jobbat” (bornak, víznek, pálinkának) Bakonyi Ház, Veszprém
- 2012 „Stelázsi”, Óbányai Német Nemzetiségi Tájház
- 2013 – „Fénybányászok”
- 2013 – „Re-forma”, formatervezés mesterfokon, Pataki Mátyással iparművésszel és Király Fanni ötvösművésszel, Zsinagóga Galéria, Eger
- 2016 – „Víz, tükör”, Fénybánya Huta-Üveg Alapítvány, Révfülöp
- 2020 – „Hűlt hely”, Nemes János Művelődési Központ, Hosszúhetény
- 2023 – „Glass Focus”, Művészetek Háza Veszprém

## Díjai, elismerései
- 1997 FISE kiállítás díja Budatétény
- 1997-2000 Kozma Lajos Kézműves Iparművészeti Ösztöndíj
- 1994, 1996 – FISE alkotói ösztöndíj
- 1997 – FISE kiállítás, a Stúdió díja, Budapest, Budafok-Tétény, Kozma Lajos kézműves iparművészeti ösztöndíj
- 2000 – Házi Tibor ÜvegmŰvészeti Vándordíj. Bárdudvarnok
- 2001 – Élmény és eszmény kiállítás, a Nemzeti Kulturális Örökség Minisztériumának díja, Gödöllői Királyi Kastély
- 2004 – Magyar Iparművészeti Egyetem, Doktori Iskola – Erasmus-ösztöndíj, Dublin
- 2000–2015 – A Nemzeti Kulturális Alap alkotói ösztöndíja (öt alkalommal)
- 2020 – Ferenczy Noémi Iparművészeti Állami Középdíj
- 2021 – A Réka Darida Foundation kutatási ösztöndíja, New York
- 2021-24 -  A Magyar Művészeti Akadémia művészeti ösztöndíja

## Művei
- 2002 Gyertyatartó Emlékmű/Candelabrum Memorial (formába öntött hutaüveg/free shaped glass;18 x 18 x 24 cm)

### Köztéren
- 1997 MVSZ székháza lépcsőházi üvegeinek teljes rekonstrukciója (savazott, ólmozott színes üvegablakok; Budapest, VI. ker. Benczúr utca).
- 1997 12 darab pillérfejezet a Belvárosi Irodaház homlokzatára Polyák Jánossal (öntött üvegtéglákból, zodiákus jegyekkel)
- 1997 színpadfal Polyák Jánossal (vakolat, Gyökér vendéglő)

### Közgyűjteményekben
- DeForma Alapítvány
- Goszthony Mária Alapítvány

## Társasági tagságai
- 1994– FISE (Fiatal Iparművészek Egyesülete´)
- 1995– Magyar Üvegművészek Társasága
- 1997– DeForma Csoport
- 1999– Kézműves Üveges Iparművészetért Egyesület

## Külső hivatkozások
- Kempelen Farkas Digitális Tankönyvtár Archiválva 2008. május 7-i dátummal a Wayback Machine-ben
- Képek Pattantyús Gergelyről az üvegfúvás mesterségének bemutatásakor, 2002
- Angol-magyar csoportos kiállítás és sympozium, London, 2005[halott link]